# شوربة شي
شوربة الـ «شي» (بالروسية: щи) هي شوربة روسية مكونة بالأساس من الملفوف.

## طريقة التحضير
لو توفر لديك الفطر المجفف يجب وضعه في الماء لمدة ساعتين قبل كل شيء. يملئ قدر كبير بالماء ويوضع على النار حتى يغلي الماء. ثم يقطع الفطر ويسلق لمدة نصف ساعة. يقطع الملفوف إلى قطع متوسطة الحجم ويغسل بالماء المغلي ويضاف إلى القدر. يقطع الجزر والبصلتان وتقلى في الزيت حتى يكتسب اللون الذهبي ويضاف الخليط إلى القدر. وأخيرا يضاف البقدونس المفروم ناعما ورشة من الفلفل الأسود والملح.
نحرك الدقيق في الزيت النباتي مع إضافة الماء بشكل تدريجي مع التحريك المستمر ثم يسكب الخليط إلى الشوربة. وفي نهاية التحضير تضاف «القشدة الرائبة» حسب الرغبة.
وفي حال عدم استخدام الفطر المجفف، يمكننا استخدام 4-5 حبات من البطاطس المقطعة في بداية عملية التحضير.
تقدم في اطباق خاصة بالشوربة وتؤكل وهي ساخنة.